# Mia Martin
Mia Memel (geb. Martin, * 19. Oktober 1965 in Basel) ist eine deutschamerikanische Schauspielerin.
Mia Martin studierte nach dem Abitur von 1987 bis 1990 an der Münchener Schauspielschule Zinner, spielte aber bereits damals in kleineren Rollen in Fernsehserien wie Ein Haus in der Toscana oder Derrick. Einem breiteren Publikum bekannt wurde sie 1992 durch Franz Antels Familienserie Almenrausch und Pulverschnee sowie als Bettina Lindner im Marienhof.
Sie war seit 1999 mit dem US-amerikanischen Schauspieler und Produzenten Steven Memel verheiratet und nahm dessen Namen an. Gemeinsam haben sie ein Kind. Die Ehe wurde 2018 rechtskräftig geschieden.
Neben der deutschen, besitzt Mia Memel auch die Staatsbürgerschaft der Vereinigten Staaten.
Mittlerweile widmet sie sich, nach wie vor in den USA lebend, der Porträtfotografie.

## Filmographie (Auswahl)
- 1990: Ein Haus in der Toscana (Fernsehserie, 1 Folge)
- 1990: Derrick: Tod am Waldrand (Fernsehserie, Folge 190)
- 1992: Die Zwillingsschwestern aus Tirol (Fernsehfilm)
- 1992–1993: Anna, Schmidt & Oskar (Fernsehserie, 26 Folgen)
- 1993: Almenrausch und Pulverschnee (Miniserie, 8 Folgen)
- 1995: Unsere Schule ist die Beste (4 Folgen)
- 1996: Ein Bayer auf Rügen (Fernsehserie, 1 Folge)
- 1996–1998: Marienhof (Fernsehserie, 12 Folgen)
- 1998: T.V. Kaiser
- 2000: Rosamunde Pilcher (Fernsehserie, Folge Zerrissene Herzen)
- 2002: General Hospital (Fernsehserie)
- 2008: Operation Walküre – Das Stauffenberg-Attentat
- 2018: Too Cold to Swim